# Liste des personnages de Quantico

## Tableau des personnages principaux
- Principal
- Récurrent/e
- Invité

| Priyanka Chopra   | Alexandra Parrish       | 22       | 22       | 13 | 57       |
| Jake McLaughlin   | Ryan Booth              | 22       | 22       | 13 | 57       |
| Johanna Braddy    | Shelby Wyatt            | 22       | 22       | 13 | 57       |
| Yasmine Al Massri | Nimah Amin / Raina Amin | 22 et 22 | 16 et 15 | -  | 38 et 37 |
| Aunjanue Ellis    | Miranda Shaw            | 22       | 14       | -  | 36       |
| Graham Rogers     | Caleb Haas              | 22       | 2        | -  | 24       |
| Tate Ellington    | Simon Asher             | 21       | -        | -  | 21       |
| Josh Hopkins      | Liam O'Connor           | 22       | -        | -  | 22       |
| Anabelle Acosta   | Nathalie Vasquez        | 12       | -        | -  | 12       |
| Blair Underwood   | Owen Hall               | -        | 22       | 13 | 35       |
| Russell Tovey     | Harry Doyle             | -        | 17       | 13 | 30       |
| Pearl Thusi       | Dayana Mampasi          | -        | 14       | -  | 14       |
| Marlee Matlin     | Jocelyn Turner          | -        | -        | 13 | 13       |

## Personnages principaux

### Alex Parrish
Alexandra Parrish était la fille d’un agent du FBI, mais un jour quand elle avait 16 ans, elle a tué son père en légitime défense d’une balle en pleine tête. 
Elle avait trouvé le badge de son père dans un tiroir, elle ne l’avait jamais dit à sa mère. 
Un jour elle s’est fait recruter par Quantico par un vieil ami de son père. Ce même vieil ami a fait surveiller Alex par un agent qui se faisait passer pour une recrue. Elle est tombée amoureuse de cet homme. Pendant les saisons 1-2-3, l’agent spécial Ryan Booth l’a toujours soutenu dans toutes ces aventures ; ils ont été fiancés mais ils ont rompu. 
Dans la saison 1, Alex était soupçonné de terrorisme ; elle a été en cavale et elle a évité une explosion nucléaire. 
Dans la saison 2, Alex et Ryan ont été infiltrés dans un centre de recrutement de la CIA ; c’est pendant qu’ils étaient sous couverture qu’ils se sont fiancés en secret car ils ne pouvaient pas se voir. Dans cette même saison, elle a été prise en plein milieu d’une prise d’otage et elle a rendu la bague de fiançailles qui lui était destinée. Elle et toute l’équipe vont essayer de faire tomber le président des États-Unis qui s’est malheureusement suicidée au lieu d’aller en prison pour avoir vendu des infos au Russe. Juste après cet événement, Alex a simulé sa mort et s’est bâti une vie en Italie. 
Dans la saison 3 Alex se fait poursuivre par une trafiquante. Ce que la trafiquante veut, c’est un code que seul Alex connaît et quand sa meilleure amie se fait kidnapper elle apprend que sa meilleure amie est mariée à son ex fiancé.

### Shelby Wyatt
Shelby est une recrue de Quantico, même promotion que Alex, Nima/Raina, Nathalie, Simon, Brandon, Caleb, Will et Iris. Elle est aussi la meilleure amie d’Alex, elle est une héritière d'une grande société McGregore Wyatt.
Après Quantico, elle est dévenue Agent Spéciale du FBI.
Elle avait une liaison avec Caleb Haas pendant quelque temps, puis avec le père de ce dernier.
Dans la deuxième saison, elle travaille comme Agent Spécial du FBI, puis devient membre d’une des équipes de la présidente Haas avec Alex, Nima, Ryan, Dayana, Clay (le frère de son ex-petit ami), rejoint ensuite par Owen Hall, puis Harry Doyle. Dans la saison 3 on apprend qu'elle est mariée à Ryan.

### Ryan Booth
Ryan Booth est un ancien soldat des forces spéciales américaines.

### Liam O'Connor
Il est le professeur de Alex à l'académie du FBI, Quantico. Il s'avère être un traître et est à l'origine de l'attentat terroriste à la bombe de Quantico. Il a voulu piéger Alex et Miranda.